# Abies fabri
Abies fabri có tên là lãnh sam, là một loài thực vật hạt trần trong họ Thông. Loài này được (Mast.) Craib miêu tả khoa học đầu tiên năm 1920.